# Lars Lundström
Jacob Lars Lundström (ur. 23 sierpnia 1914 w Solnie, zm. 30 czerwca 1982 w Djursholmie) – szwedzki żeglarz, olimpijczyk.
Na regatach rozegranych podczas Letnich Igrzysk Olimpijskich 1952 wystąpił w klasie 6 metrów zajmując 4 pozycję. Załogę jachtu May Be VII tworzyli wraz z nim medaliści wcześniejszych igrzysk – Karl-Robert Ameln, Martin Hindorff, Sven Salén i Torsten Lord.